# 158-as busz (Budapest)
A budapesti 158-as jelzésű autóbusz a Savoya Park és a Balatoni út / Háros utca között közlekedik. A viszonylatot az ArrivaBus Kft üzemelteti.

## Története
2014. március 29-én az 58-as busz útvonala módosult, a Savoya Park érintése nélkül Kelenföld vasútállomásig hosszabbodott. Korábbi útvonalán 158-as jelzéssel új járat indult a Jégmadár utca felől, továbbra is biztosítva a bevásárlópark közvetlen elérhetőségét.
2016. június 4-étől hétköznap napközben is közlekedik, ugyanakkor az alacsony padlós kiszolgálás teljesen megszűnt a vonalon.
2022. március 5-én útvonala a Balatoni út és a Háros utca kereszteződéséig hosszabbodott.
2023. június 1-től az ArrivaBus átvette a vonalat.

## Útvonala
| Balatoni út / Háros utca felé |
| Savoya Park vá. – Feltáró út – Fehérvári út – Kitérő út – Leányka utca – Kossuth Lajos utca – Tóth József utca – Gádor utca – Háros utca – Balatoni út / Háros utca vá.                                                                  |
| Savoya Park felé |
| Balatoni út / Háros utca vá. – Háros utca – Balatoni úti körforgalom – Háros utca – Gádor utca – Mező utca – Ferenc utca – Tóth József utca – Mária Terézia útja – Leányka utca – Feltáró út – Szerémi út – Feltáró út – Savoya Park vá. |

## Megállóhelyei
| 0  | Savoya Park végállomás              | 17 | 33, 141, 250, 251 17, 48 | Savoya Park bevásárlóközpont, Auchan áruház, Obi áruház, Aldi áruház                            |
| 2  | Leányka utcai lakótelep             | 13 | 33, 58, 114, 133E, 141, 213, 214, 250, 251 47, 56                                                                             |                                                                                                 |
| 3  | Savoyai Jenő tér                    | 12 | 33, 58, 114, 133E, 141, 213, 214, 250, 250B, 251, 251A, 251E 47, 56                                                           | Budafoki rendelőintézet                                                                         |
| 4  | Városház tér                        | 11 | 33, 58, 114, 133E, 141, 213, 214, 250, 250B, 251, 251A, 251E 47, 56 S30 G30 S34 S35 S36 S40 S42 G43 G44 (Budafok megállóhely) | XXII. kerületi városháza, Budafoki Piac, Okmányiroda, Adóhivatal, Rendőrség, Promontor üzletház |
| 5  | Tóth József utca                    | 9  | 33, 58, 114, 141, 213, 214, 250, 250B                                                                                         |                                                                                                 |
| 6  | Kereszt utca                        | ∫  | 58, 141, 250, 250B |                                                                                                 |
| ∫  | Komló utca                          | 7  | 58, 141, 250, 250B |                                                                                                 |
| 7  | Budafoki temető                     | ∫  | 58, 250, 250B | Budafoki temető                                                                                 |
| ∫  | Mező utca                           | 6  | 58, 250, 250B |                                                                                                 |
| 8  | Víg utca (Sporttelep)               | 5  | 58, 250, 250B |                                                                                                 |
| 9  | Lőcsei utca                         | 5  | 58, 250, 250B |                                                                                                 |
| 10 | Arató utca                          | 4  | 58 |                                                                                                 |
| 10 | Kazinczy utca                       | 3  | 58 |                                                                                                 |
| 11 | Karácsony utca                      | 3  | 58 |                                                                                                 |
| 12 | Liszt Ferenc út                     | 2  | 58, 141 |                                                                                                 |
| 12 | Jégmadár utca                       | 1  | 58, 101B, 101E, 141, 150, 150B 710, 712, 720, 722                                                                             |                                                                                                 |
| ∫  | Balatoni út / Háros utca            | 1  | 58, 141, 150, 150B |                                                                                                 |
| 13 | Balatoni út / Háros utca végállomás | 0  | 58, 141, 150, 150B |                                                                                                 |